# Sobór św. Sawy w Paryżu
Sobór św. Sawy – prawosławny sobór w Paryżu, katedra eparchii francuskiej i zachodnioeuropejskiej Serbskiego Kościoła Prawosławnego, a równocześnie świątynia parafialna.
Cerkiew zajmuje neoromański budynek dawnego kościoła protestanckiego z początku XX wieku. W 1965 obiekt ten wynajęła istniejąca od 1947 etnicznie serbska parafia prawosławna w Paryżu. W 1984 wykupiła ona świątynię na wyłączną własność. Od początku lat 90. w obiekcie prowadzone były prace mające na celu jego pełną adaptację dla wymogów liturgii prawosławnej w pomieszczeniu głównym oraz rozmieszczenie na dolnych kondygnacjach sal spotkań i wystaw. W szczególności prowadzone są prace nad wykonaniem w nawie cerkwi fresków (obecnie na ścianach znajdują się jedynie cytaty z Biblii).
Świątynia znajduje się w pierzei domów przy ul. Simplon, w 18. okręgu paryskim, pod numerem 23. Wejście do niej prowadzi przez drzwi z portalem, nad którym w tympanonie znajduje się mozaika z wizerunkiem patrona cerkwi. Powyżej, w półokrągłej blendzie, rozmieszczono trzy półkoliste okna. We wnętrzu obiektu od momentu użytkowania świątyni przez prawosławnych znajduje się jednorzędowy ikonostas z wizerunkami św. Mikołaja, św. Sawy Serbskiego, św. Stefana, Matki Bożej, Jezusa Chrystusa, archanioła Michała, św. Jana Chrzciciela oraz św. Jerzego. Na królewskich wrotach znajduje się wyobrażenie Zwiastowania. Poza tym w cerkwi znajduje się szereg innych ikon.